# Mistrzostwa Ameryki Południowej w Piłce Siatkowej Mężczyzn 2017
XXXII Mistrzostwa Ameryki Południowej w Piłce Siatkowej Mężczyzn odbyły się w chilijskich miastach Santiago i Temuco pomiędzy 7 a 11 sierpnia 2017 roku.
Tytułu sprzed dwóch lat broniła reprezentacja Brazylii.

## System rozgrywek
Osiem reprezentacji podzielono na dwie grupy. W fazie grupowej drużyny rozegrały ze sobą po jednym meczu systemem kołowym. Drużyny, które po rozegraniu wszystkich spotkań w grupie zajmą 1. i 2. miejsca, utworzyły pary półfinałowe. Zespoły z 3. i 4. miejsc w grupach wzięły udział w rywalizacji o miejsca 5 – 8. Przegrani półfinałów zagrali o 3. miejsce, a zwycięzcy półfinałów awansowali do finału, którego triumfator został Mistrzem Ameryki Południowej 2015 i zakwalifikował się na Mistrzostwa Świata 2018. Argentyna (jako gospodarz) oraz dwie najwyżej sklasyfikowane w końcowej klasyfikacji drużyny spośród pozostałych wezmą udział w turnieju kwalifikacyjnym do Mistrzostw Świata 2018.
Za zwycięstwo drużyna otrzymywała 3 punkty (3:0 lub 3:1) lub 2 punkty (3:2), a za porażkę 1 punkt (2:3) lub 0 punktów (1:3 lub 0:3).
O kolejności w tabeli decydowały kolejno: 
- liczba wygranych meczów,
- liczba punktów,
- stosunek setów,
- stosunek małych punktów
- wynik meczów bezpośrednich

## Drużyny uczestniczące
- Argentyna
- Brazylia
- Chile
- Kolumbia
- Paragwaj
- Peru
- Urugwaj
- Wenezuela

## Hale sportowe
| Centro Nacional de Entrenamiento Olimpico | Gimnasio Olímpico Regional UFRO |
| ----------------------------------------- | ------------------------------- |
| Santiago                                  | Temuco                          |
| Pojemność: 3000                           | Pojemność: 3200                 |

## Rozgrywki

### Faza grupowa
awans do półfinałów
     mecze o miejsca 5-8.

#### Grupa A
Temuco
| Lp. | Drużyna   | Mecze | Mecze   | Mecze   | Pkt | Sety | Sety | Sety  | Małe punkty | Małe punkty | Małe punkty |
| Lp. | Drużyna   | M     | W (3:2) | P (2:3) | Pkt | wyg. | prz. | ratio | zdob.       | str.        | ratio       |
| --- | --------- | ----- | ------- | ------- | --- | ---- | ---- | ----- | ----------- | ----------- | ----------- |
| 1   | Brazylia  | 3     | 3 (0)   | 0 (0)   | 9   | 9    | 0    | MAX   | 225         | 114         | 1.974       |
| 2   | Wenezuela | 3     | 2 (0)   | 1 (0)   | 6   | 6    | 4    | 1.500 | 213         | 204         | 1.044       |
| 3   | Kolumbia  | 3     | 1 (0)   | 2 (0)   | 3   | 4    | 6    | 0.667 | 210         | 224         | 0.938       |
| 4   | Paragwaj  | 3     | 0 (0)   | 3 (0)   | 0   | 0    | 9    | 0.000 | 119         | 225         | 0.529       |

Źródło: voleysur.org
Punktacja: 3:0 i 3:1 – 3 pkt; 3:2 – 2 pkt; 2:3 – 1 pkt; 1:3 i 0:3 – 0 pkt
Zasady ustalania kolejności: 1. liczba zwycięstw; 2. liczba punktów; 3. stosunek setów; 4. stosunek małych punktów; 5. bilans w bezpośrednich meczach
| Data      | Godz. | Drużyna 1 | Wynik | Drużyna 2 | 1     | 2     | 3     | 4     | 5 | Widzów | *  |
| --------- | ----- | --------- | ----- | --------- | ----- | ----- | ----- | ----- | - | ------ | -- |
| 7.08.2017 | 19:00 | Kolumbia  | 1:3   | Wenezuela | 22:25 | 18:25 | 25:22 | 24:26 |   |        | 2  |
| 7.08.2017 | 21:00 | Brazylia  | 3:0   | Paragwaj  | 25:4  | 25:14 | 25:10 |       |   |        | 4  |
|           |       |           |       |           |       |       |       |       |   |        |    |
| 8.08.2017 | 19:00 | Kolumbia  | 3:0   | Paragwaj  | 25:18 | 25:16 | 25:17 |       |   |        | 6  |
| 8.08.2017 | 21:00 | Wenezuela | 0:3   | Brazylia  | 10:25 | 16:25 | 14:25 |       |   |        | 8  |
|           |       |           |       |           |       |       |       |       |   |        |    |
| 9.08.2017 | 12:00 | Wenezuela | 3:0   | Paragwaj  | 25:17 | 25:9  | 25:14 |       |   |        | 9  |
| 9.08.2017 | 14:00 | Brazylia  | 3:0   | Kolumbia  | 25:14 | 25:11 | 25:21 |       |   |        | 10 |

#### Grupa B
Santiago
| Lp. | Drużyna   | Mecze | Mecze   | Mecze   | Pkt | Sety | Sety | Sety  | Małe punkty | Małe punkty | Małe punkty |
| Lp. | Drużyna   | M     | W (3:2) | P (2:3) | Pkt | wyg. | prz. | ratio | zdob.       | str.        | ratio       |
| --- | --------- | ----- | ------- | ------- | --- | ---- | ---- | ----- | ----------- | ----------- | ----------- |
| 1   | Argentyna | 3     | 3 (0)   | 0 (0)   | 9   | 9    | 1    | 9.000 | 246         | 183         | 1.344       |
| 2   | Chile     | 3     | 2 (0)   | 1 (0)   | 6   | 7    | 3    | 2.333 | 230         | 199         | 1.156       |
| 3   | Urugwaj   | 3     | 1 (1)   | 2 (0)   | 2   | 3    | 8    | 0.375 | 216         | 260         | 0.831       |
| 4   | Peru      | 3     | 0 (0)   | 3 (1)   | 1   | 2    | 9    | 0.222 | 212         | 262         | 0.809       |

Źródło: voleysur.org
Punktacja: 3:0 i 3:1 – 3 pkt; 3:2 – 2 pkt; 2:3 – 1 pkt; 1:3 i 0:3 – 0 pkt
Zasady ustalania kolejności: 1. liczba zwycięstw; 2. liczba punktów; 3. stosunek setów; 4. stosunek małych punktów; 5. bilans w bezpośrednich meczach
| Data      | Godz. | Drużyna 1 | Wynik | Drużyna 2 | 1     | 2     | 3     | 4     | 5    | Widzów | *  |
| --------- | ----- | --------- | ----- | --------- | ----- | ----- | ----- | ----- | ---- | ------ | -- |
| 7.08.2017 | 18:30 | Argentyna | 3:0   | Urugwaj   | 25:16 | 25:18 | 25:20 |       |      |        | 1  |
| 7.08.2017 | 20:30 | Chile     | 3:0   | Peru      | 25:19 | 25:12 | 25:22 |       |      |        | 3  |
|           |       |           |       |           |       |       |       |       |      |        |    |
| 8.08.2017 | 18:30 | Argentyna | 3:0   | Peru      | 25:15 | 25:22 | 25:12 |       |      |        | 5  |
| 8.08.2017 | 20:30 | Chile     | 3:0   | Urugwaj   | 25:19 | 25:12 | 25:19 |       |      |        | 7  |
|           |       |           |       |           |       |       |       |       |      |        |    |
| 9.08.2017 | 18:30 | Urugwaj   | 3:2   | Peru      | 22:25 | 27:25 | 28:26 | 20:25 | 15:9 |        | 11 |
| 9.08.2017 | 20:30 | Chile     | 1:3   | Argentyna | 18:25 | 25:21 | 15:25 | 22:25 |      |        | 12 |

### Faza finałowa

#### Półfinały
Santiago
| Data       | Godz. | Drużyna 1 | Wynik | Drużyna 2 | 1     | 2     | 3     | 4     | 5     | Widzów | *  |
| ---------- | ----- | --------- | ----- | --------- | ----- | ----- | ----- | ----- | ----- | ------ | -- |
| 10.08.2017 | 18:30 | Brazylia  | 3:0   | Chile     | 25:20 | 25:12 | 25:14 |       |       |        | 13 |
| 10.08.2017 | 20:30 | Argentyna | 2:3   | Wenezuela | 24:26 | 25:15 | 26:24 | 24:26 | 13:15 |        | 15 |

#### Rywalizacja o miejsca 5-8. - półfinały
Temuco
| Data       | Godz. | Drużyna 1 | Wynik | Drużyna 2 | 1     | 2     | 3     | 4 | 5 | Widzów | *  |
| ---------- | ----- | --------- | ----- | --------- | ----- | ----- | ----- | - | - | ------ | -- |
| 10.08.2017 | 19:00 | Urugwaj   | 3:0   | Paragwaj  | 25:16 | 25:17 | 25:20 |   |   |        | 14 |
| 10.08.2017 | 21:00 | Kolumbia  | 3:0   | Peru      | 25:19 | 25:19 | 25:16 |   |   |        | 16 |

#### Mecz o 7. miejsce
Temuco
| Data       | Godz. | Drużyna 1 | Wynik | Drużyna 2 | 1     | 2     | 3     | 4     | 5 | Widzów | *  |
| ---------- | ----- | --------- | ----- | --------- | ----- | ----- | ----- | ----- | - | ------ | -- |
| 11.08.2017 | 19:00 | Paragwaj  | 1:3   | Peru      | 25:23 | 17:25 | 18:25 | 21:25 |   |        | 18 |

#### Mecz o 5. miejsce
Temuco
| Data       | Godz. | Drużyna 1 | Wynik | Drużyna 2 | 1     | 2     | 3     | 4     | 5 | Widzów | *  |
| ---------- | ----- | --------- | ----- | --------- | ----- | ----- | ----- | ----- | - | ------ | -- |
| 11.08.2017 | 21:00 | Urugwaj   | 1:3   | Kolumbia  | 25:23 | 20:25 | 20:25 | 19:25 |   |        | 20 |

#### Mecz o 3. miejsce
Santiago
| Data       | Godz. | Drużyna 1 | Wynik | Drużyna 2 | 1     | 2     | 3     | 4 | 5 | Widzów | *  |
| ---------- | ----- | --------- | ----- | --------- | ----- | ----- | ----- | - | - | ------ | -- |
| 11.08.2017 | 18:30 | Argentyna | 3:0   | Chile     | 25:18 | 25:22 | 25:21 |   |   |        | 17 |

#### Finał
Santiago
| Data       | Godz. | Drużyna 1 | Wynik | Drużyna 2 | 1     | 2    | 3     | 4 | 5 | Widzów | *  |
| ---------- | ----- | --------- | ----- | --------- | ----- | ---- | ----- | - | - | ------ | -- |
| 11.08.2017 | 20:30 | Wenezuela | 0:3   | Brazylia  | 21:25 | 6:25 | 18:25 |   |   |        | 19 |

## Klasyfikacja końcowa
| Miejsce | Reprezentacja | Uwagi                                                     |
| ------- | ------------- | --------------------------------------------------------- |
| złoto   | Brazylia      | Awans na Mistrzostwa Świata 2018                          |
| srebro  | Wenezuela     | Awans na turniej kwalifikacyjny do mistrzostw świata 2018 |
| brąz    | Argentyna     | Awans na turniej kwalifikacyjny do mistrzostw świata 2018 |
| 4.      | Chile         | Awans na turniej kwalifikacyjny do mistrzostw świata 2018 |
| 5.      | Kolumbia      |                                                           |
| 6.      | Urugwaj       |                                                           |
| 7.      | Peru          |                                                           |
| 8.      | Paragwaj      |                                                           |

## Nagrody indywidualne
| MVP                   | Najlepszy atakujący | Najlepsi przyjmujący                  | Najlepsi środkowy         | Najlepszy rozgrywający | Najlepszy libero |
| --------------------- | ------------------- | ------------------------------------- | ------------------------- | ---------------------- | ---------------- |
| Mauricio Borges Silva | Wallace de Souza    | Ricardo Lucarelli Vicente Parraguirre | José Verdi Sebastian Solé | Bruno Rezende          | Héctor Mata      |